# Gaston Blanquart
Gaston Gustave Alfred Blanquart (2. juni 1877 i Raismes – 1. december 1962 i Clichy) var en fransk fløjtenist.

## Karriere og eftermæle
Blanquart studerede hos Paul Taffanel ved Conservatoire de Paris og vandt i 1898 konservatoriets førstepris i fløjtekonkurrencen med uropførelsen af Gabriel Faurés Fantasie. I 1900 blev han medlem af Concerts Colonne og Société Moderne des Instruments à Vent (med Louis Fleury. Desuden underviste han ved Schola Cantorum de Paris, Institute Berlioz og ved Conservatoire Américain i Fontainebleau. I 1905 fik han en Godfroy-fløjte af Adolf Goldberg, og i 1914 blev han tilfangetaget fire år i forbindelse med krigen. I perioden 1923-1945 var han ansat ved Pariseroperaen og lavede derudover kammermusik med blandt andre Georges Enesco og Darius Milhaud.
Selvom Blanquart var blandt de prominente fløjtenister, var hans klang noget tynd og luftig, men i sine rapporter fra åren 1893-98 noterede Taffanel dog, at Blanquart gjorde store fremskridt. Desuden var han kendt for en enestående fortolkning af En Fauns Eftermiddag af Claude Debussy.
Gaston Blanquart var med til præmererne på blandt andet Le sacre du printemps (1913) som fløjtenist for Orchestre des Ballets Russes og Pierrot Lunaire (1927), dirigeret af melodramaets komponist Arnold Schönberg. Han spillede også til uropførelsen af Saint-Säens' Odelette (1920).
Flere komponister har dedikeret værker til Gaston Blanquart, heriblandt Albert Roussels Joueurs de flûte, satsen "Tityre", Eugène Cools' fløjtesonate, op. 64 og 2 Pièces pour flûte et piano, andet stykke, af Reynaldo Hahn.
Blandt hans elever på Conservatoire de Paris er Jean Fournet.

## Yderligere læsning
- Goldberg, Adolf (1906). Porträts und Biographien hervorrangender Flöten-Virtuosen, -Dilettanten und -Komponisten.